# Острожский замок

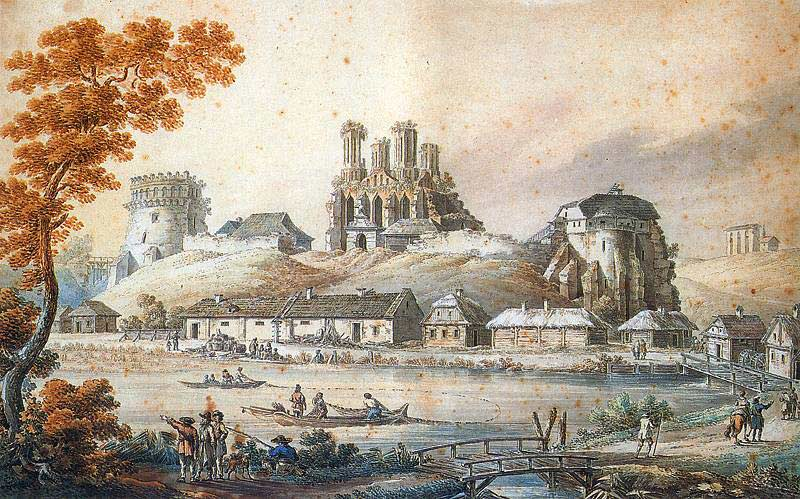
З. Фогель. Острожский замок. 1796 год.

Остро́жский за́мок (укр. Остро́зький замок) — расположен на вершине холма в районном центре Острог Ровненской области. Начал строиться в XIV веке на месте разрушенных монголо-татарами в 1241 году древнерусских Острожского детинца и окольного города и повторял их топологию. Одним из первых его строений была башня-донжон, которая теперь носит название «Вежа мурованная».

## История замка
Замок на протяжении XIV—XVI веков был родовым гнездом князей Острожских — богатейших магнатов Речи Посполитой тех времён — и наибольшего своего расцвета достиг при Константине Ивановиче Острожском. На протяжении веков замок неоднократно перестраивался и модернизировался. В настоящее время ансамбль замка составляют Башня Мурованная (XIV век), Круглая башня (XVI век), Богоявленский собор (XV—XVI века), надвратная колокольня (1905 год) и фрагменты стен.

## Описание замка

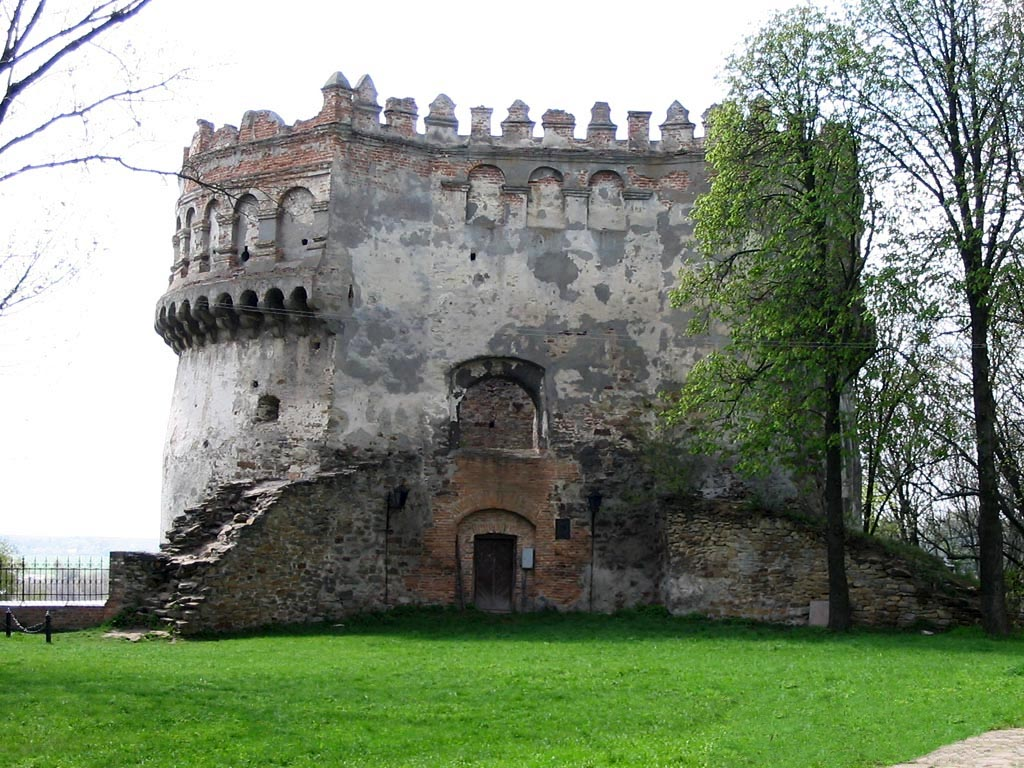
Круглая башня XVI ст.

Башня мурованная находится в юго-восточной части замка. После завершения строительства во второй половине XIV века представляла собой донжон, в дальнейшем несколько раз перестраивалась и окончательный вид приняла в конце XIX века. Сейчас башня представляет собой трёхъярусное сооружение сложенное из песчаника и кирпича, в плане приближается к прямоугольнику. С юга, запада и востока укреплена контрфорсами, появившимися в XV—XVII веках. В настоящее время внутри башни действует краеведческий музей.
Круглая башня расположена в юго-западной части замка. Это трёхъярусное сооружение из камня и кирпича укрепленное тремя контрфорсами, круглое в плане с трапецеидальным вырезом со стороны замкового двора. Верхние ярусы обеих башен в конце XVI века приобрели ренессансный облик.
На территории города Острог, кроме замка сохранились несколько объектов городских укреплений. К ним относится Луцкая надвратная башня и Татарская надвратная башня. Обе башни были построены во второй половине XV начале XVI веков из песчаника. Это трёхъярусные сооружения в плане представляющие собой соединение овала с прямоугольником. Внутри луцкой башни в настоящее время расположен музей книги (в саду у стен замка находилась типография, где Иван Фёдоров напечатал Острожскую Библию). Татарская башня сохранилась хуже, утрачена значительная часть эллиптической части здания.

## Галерея

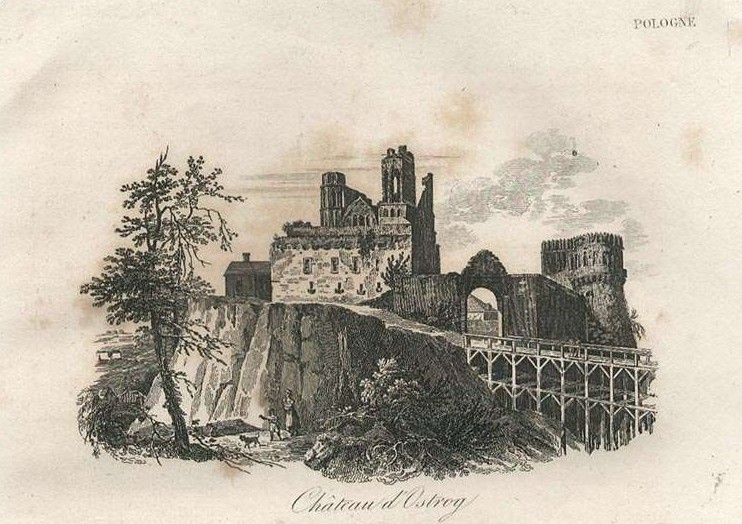
Шоле. Острожский замок (1835)
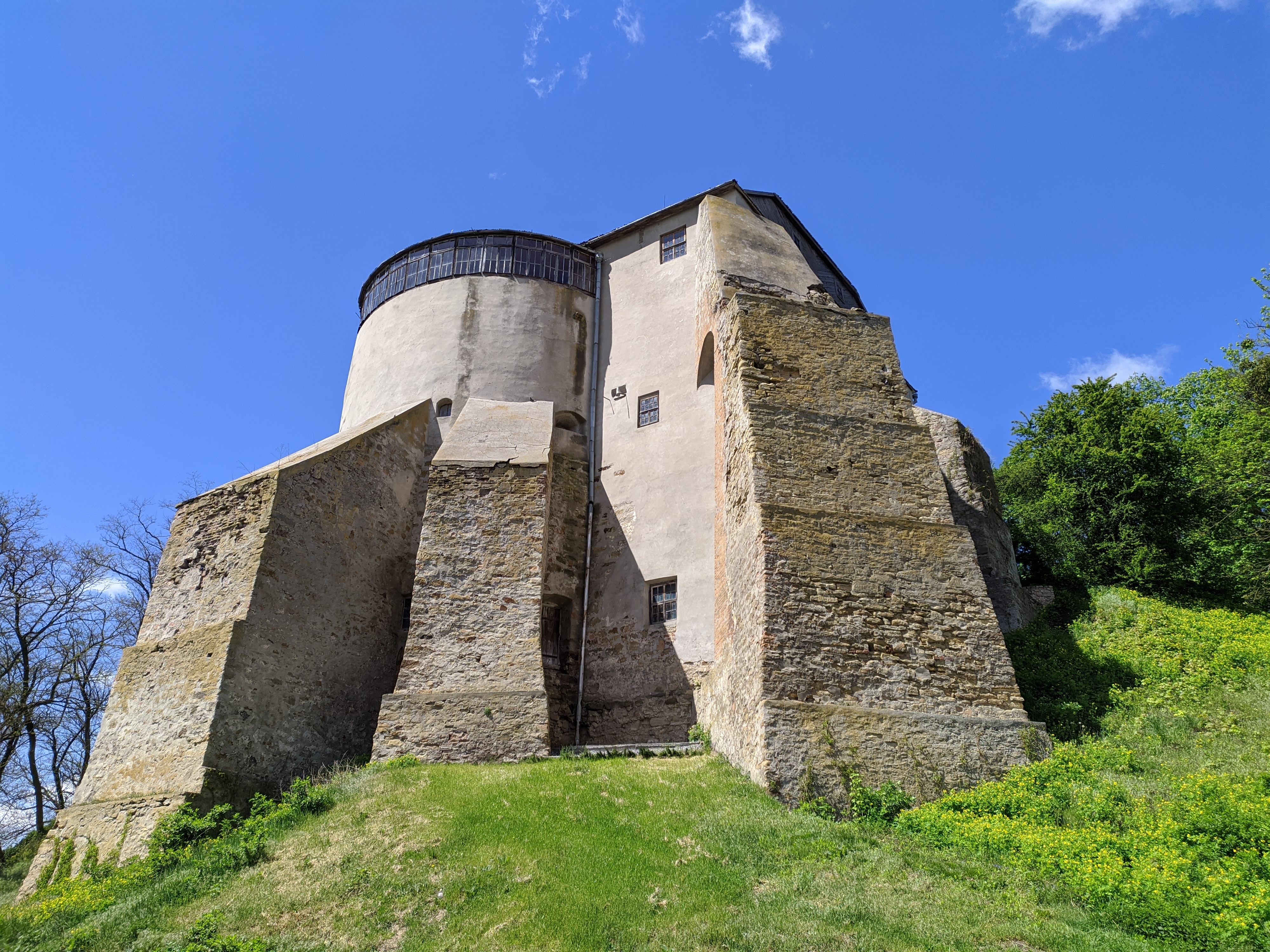
Башня Мурованная, XIV ст.
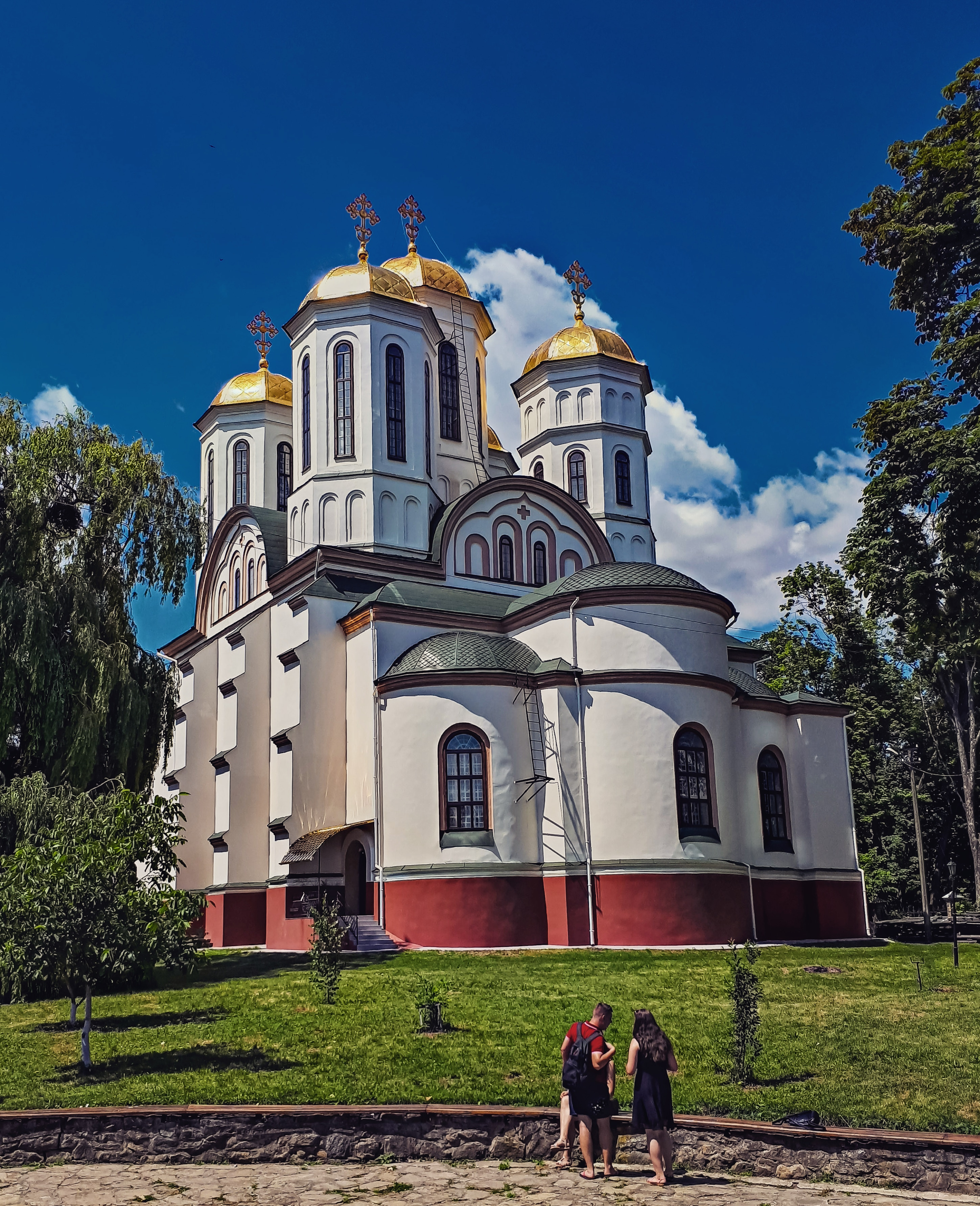
Богоявленский собор, XV-XVI ст.
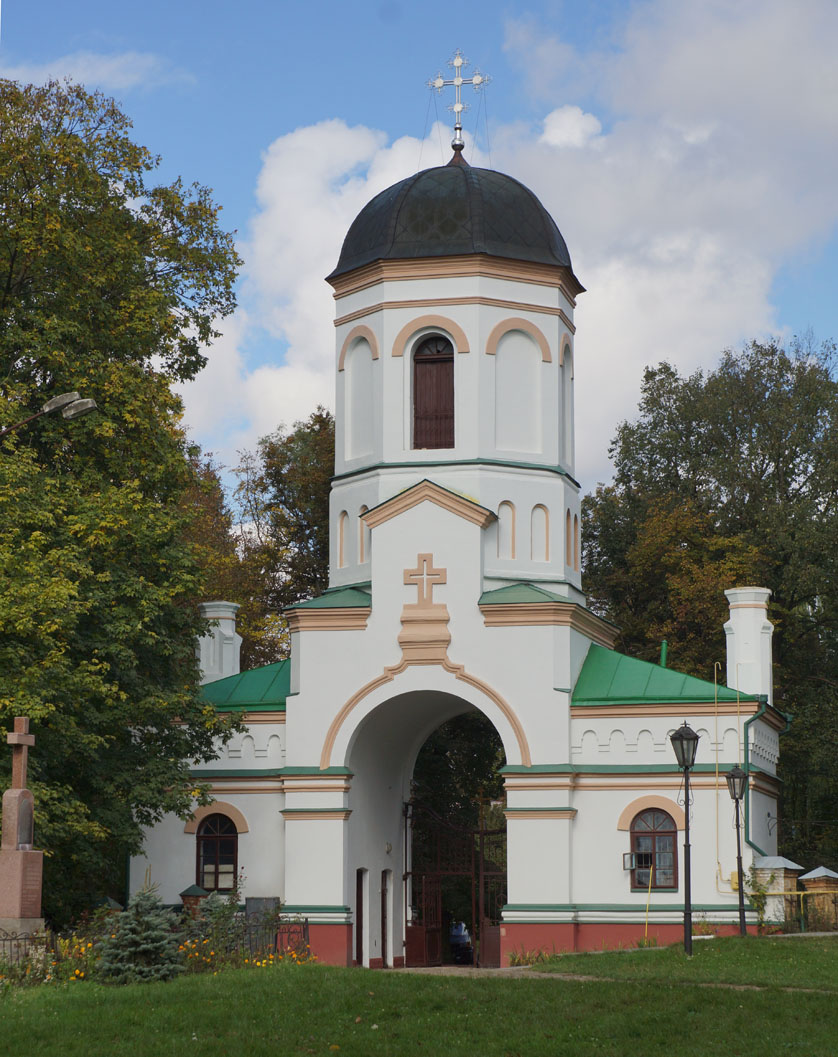
Надвратная колокольня
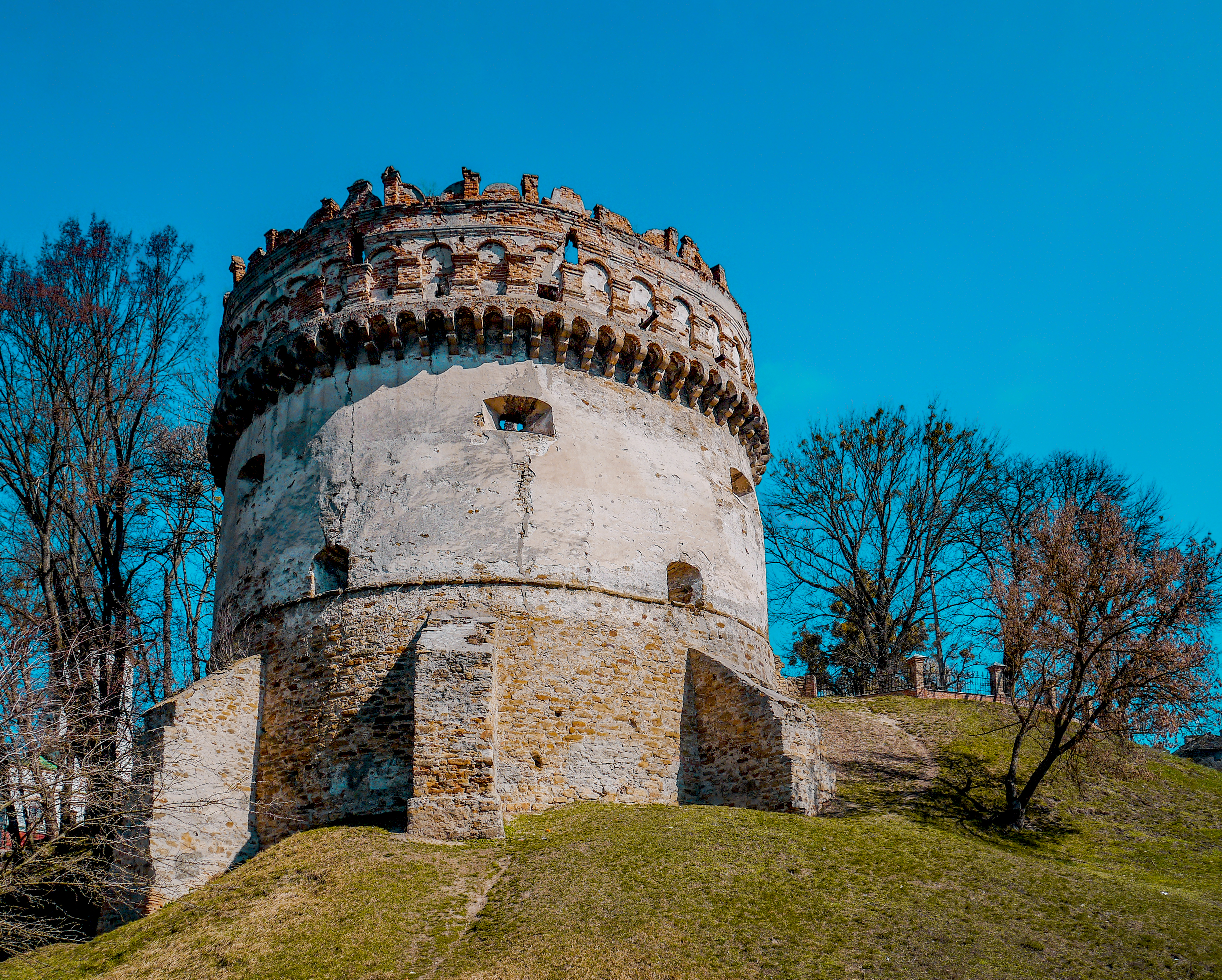
Круглая башня. Вид с замкового двора
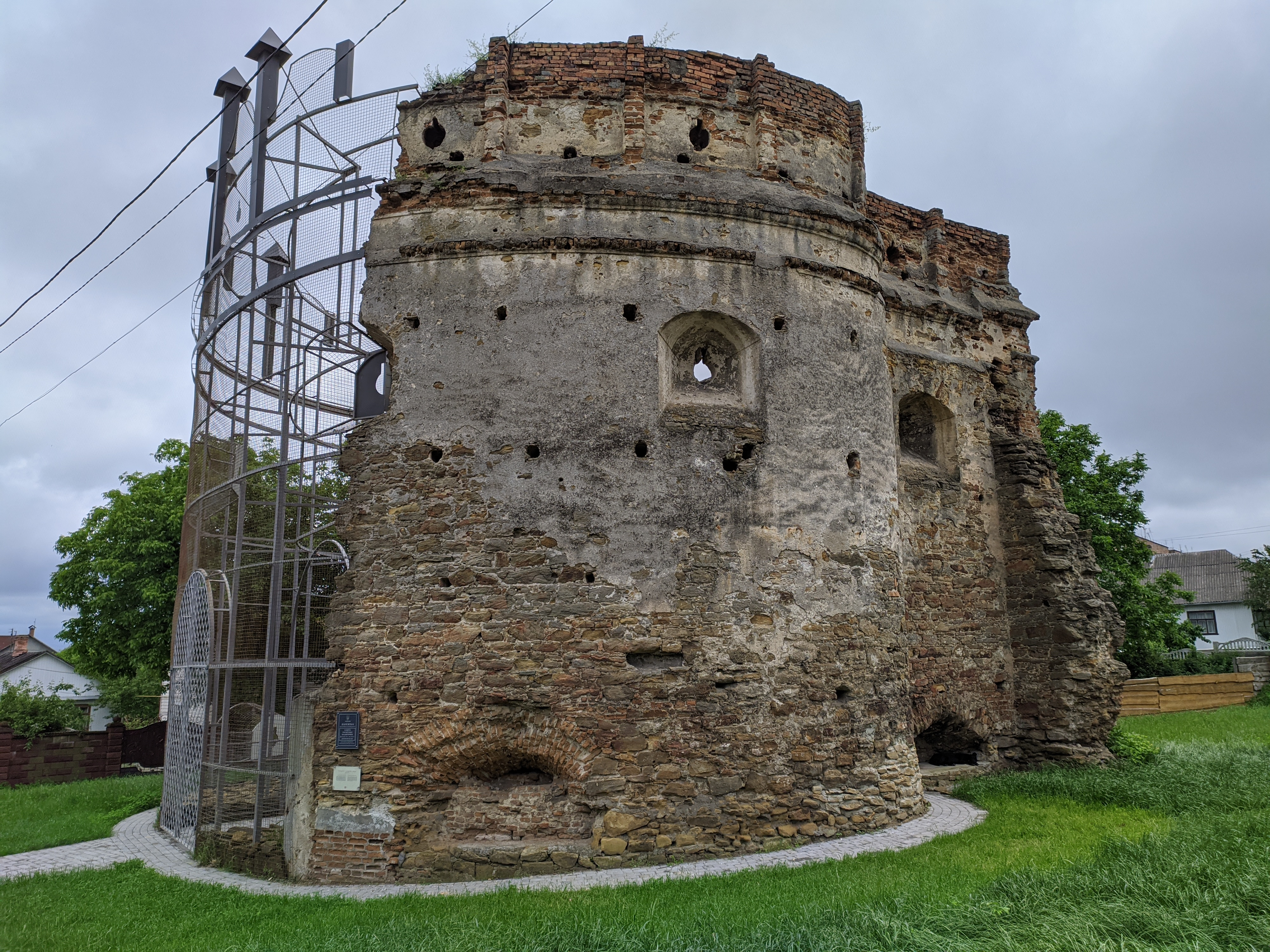
Татарская башня, XV-XVI ст.